# 沙沃讷
沙沃讷（法語：Chavonne，法語發音：[ʃavɔn]）是法国上法蘭西大區埃纳省的一个市镇，属于苏瓦松区。

## 地理
沙沃讷（49°24'16"N, 3°34'12"E）面积3.62 平方千米，位于法国上法蘭西大區埃纳省，该省份为法国北部内陆省份，北起北部省，西接索姆省和瓦兹省，东临阿登省和马恩省，西南至塞纳-马恩省，东北部与比利时接壤。
与沙沃讷接壤的市镇（或旧市镇、城区）包括：西拉科米讷、奥斯泰勒、普雷勒和博沃、苏皮尔、埃纳河畔韦利。

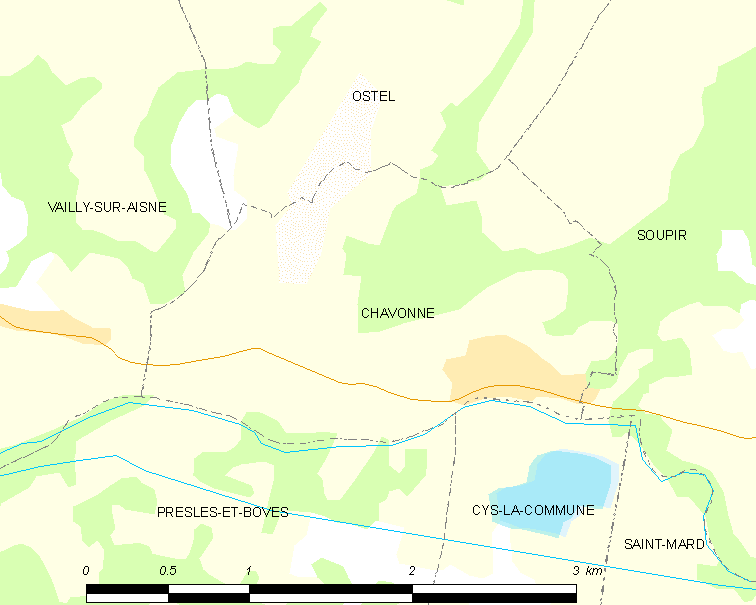
沙沃讷的OSM定位图

沙沃讷的时区为UTC+01:00、UTC+02:00（夏令时）。

## 行政
沙沃讷的邮政编码为02370，INSEE市镇编码为02176。

## 政治
沙沃讷所属的省级选区为塔德努瓦地区费尔县。

## 人口

1962-2008年间沙沃讷人口变化图示

沙沃讷于2022年1月1日时的人口数量为210人。